# Негативна свобода
Негативна свобода характеризується як свобода від втручання інших людей та протиставляється позитивній свободі, яка визначається як свобода індивіда від обмежень соціальної системи всередині суспільства, таких як класизм, сексизм або расизм.
Різницю між негативною та позитивною свободами описано Ісаєю Берліном в його лекції «Дві концепції свободи». На думку Берліна, це розходження тісно пов'язане з політичною традицією. Поняття негативної свободи пов'язано з британськими філософами, такими як Джон Локк, Томас Гоббс, Адам Сміт, Джеремі Бентам, а поняття позитивної свободи — з континентальними мислителями — Гегелем, Руссо, Гердером та Марксом.
На думку Берліна,
… йдеться про значення [свободи в негативному сенсі] у відповіді на питання: «Яка та область, в рамках якої суб'єкту — будь то людина або група людей — дозволено або повинно бути дозволено робити те, що він здатний робити, або бути тим, ким він здатний бути, не наражаючись на втручання з боку інших людей?».
Обмеження негативної свободи накладаються людьми й не пов'язані з природними причинами або нездатністю самого індивіда.
Гельвецій ясно висловлює цю точку зору:
Вільна людина  — це людина, яка не закута у кайдани, яка не поміщена у в'язницю, чи не залякана як раб страхом покарання... невміння літати як орел або плавати як кит не є відсутністю свободи.
Марксисти та соціалісти вважали помилковим розрізнення негативної та позитивної свободи, стверджуючи, що позитивна та негативна свободи на практиці є невиразними або не можуть існувати одна без іншої.